# San Giovanni Decollato-templom
A San Giovanni Decollato-templom Rómában az Aventinus dombján (olaszul Aventino), a Via di San Giovanni Decollaton, a Forum Boarium közelében helyezkedik el. Nevét San Giovanni Battistáról, azaz Keresztelő Szent Jánosról kapta. 
A földterületet, melyen a templom áll, VIII. Ince pápa adta a firenzei testvériség egy rendjének 1490-ben. A rend tagjai fekete köpenyben jártak, s a halálraítélteket buzdították a megtérésre, majd kivégzés után eltemették őket. A templom kerengőjének aknájába hét kivégzett teteme került. 
A barokk stílusú templom 1580-ban készült el. 
Az épület főoltára felett Giorgio Vasari alkotása, a Szent János lefejezése című festmény látható. 
Az oratórium freskóciklusa a névadó szent élettörténetét mutatja be, a képeken Jacopino del Conte és Francesco Salviato manierista festők dolgoztak.